# Dichrophleps aurea
Espèce
Dichrophleps aurea est une espèce d'insectes de la famille des Cicadellidae.

## Répartition
L'espèce est connue en Guyane française et au Guyana.

## Systématique
Le nom valide complet (avec auteur) de ce taxon est Dichrophleps aurea (Fabricius, 1803).
L'espèce a été initialement classée dans le genre Cicada sous le protonyme Cicada aurea Fabricius, 1803.
Dichrophleps aurea a pour synonymes :
- Cicada aurea Fabricius, 1803
- Dichrophleps maculata Melichar, 1925
- Phera aurea (Fabricius, 1803)
- Proconia aurea (Fabricius, 1803)
- Tettigonia aurea (Fabricius, 1803)